# Ophthalmolampis placita
Ophthalmolampis placita är en insektsart som beskrevs av Marius Descamps 1977. Ophthalmolampis placita ingår i släktet Ophthalmolampis och familjen Romaleidae.

## Underarter
Arten delas in i följande underarter:
- O. p. placita
- O. p. albosignata
- O. p. nigromaculata